# Norwegischer Fußballpokal der Männer 2005
Der norwegische Fußballpokal 2005 (kurz auch NM-Cup 2005 genannt) war die 100. Austragung des Fußballpokalwettbewerbs der Männer. Pokalsieger wurde Molde FK. Das Team setzte sich im Finale mit 4:2 nach Verlängerung gegen Lillestrøm SK durch. Der Pokalsieger erhielt das Startrecht im UEFA-Pokal 2006/07.
Alle Begegnungen wurden in einem Spiel entschieden. Bei einem Unentschieden nach Verlängerung wurde der Sieger im Elfmeterschießen ermittelt.

## 1. Runde
| Datum      |                        | Ergebnis              |                       |
| ---------- | ---------------------- | --------------------- | --------------------- |
| 07.05.2005 | IL Gneist              | 0:5                   | Brann Bergen          |
| 10.05.2005 | Orkla FK               | 00:11                 | Rosenborg Trondheim   |
|            | Tromsdalen UIL         | 3:0                   | FK Mjølner            |
| 11.05.2005 | Bossekop UL            | 1:2                   | Alta IF               |
|            | Brumunddal Fotball     | 0:5                   | Groruddalen BK        |
|            | Bygdø Monolitten IL    | 0:1                   | Skeid Oslo            |
|            | Byåsen Toppfotball     | 1:1 n. V. (4:2 i. E.) | IL Averøykameratene   |
|            | Bærum SK               | 5:1                   | FK Gjøvik Lyn         |
|            | Dahle IL               | 0:8                   | Molde FK              |
|            | Drøbak/Frogn IL        | 5:0                   | Eidsvold IF           |
|            | Eidsvold Turn          | 2:1                   | Ringsaker IF          |
|            | Elverum Fotball        | 0:7                   | Ham-Kam               |
|            | FK Fauske/Sprint       | 2:4                   | FK Bodø/Glimt         |
|            | Flekkerøy IL           | 4:0                   | Egersunds IK          |
|            | IL Flint               | 0:4                   | FK Tønsberg           |
|            | Fossum IF              | 0:8                   | Stabæk Fotball        |
|            | Fram Larvik            | 3:2                   | Larvik Turn           |
|            | Frigg Oslo FK          | 2:1                   | Tollnes BK            |
|            | Gresvik IF             | 1:3                   | Fredrikstad FK        |
|            | Hadeland Fotball       | 02:10                 | Vålerenga Oslo        |
|            | Hareid IL              | 0:4                   | Aalesunds FK          |
|            | TIL Hovding            | 2:1                   | Fana IL               |
|            | IL Høyang              | 00:10                 | Sogndal IL            |
|            | Innstrandens IL        | 3:6                   | Mo IL                 |
|            | Ishavsbyen FK          | 0:4                   | Tromsø IL             |
|            | FK Jerv                | 1:2                   | Pors Grenland         |
|            | Jevnaker IF            | 0:4                   | Strømsgodset IF       |
|            | Klemetsrud IL          | 1:3                   | Lyn Oslo              |
|            | Klepp IL               | 3:2                   | Ålgård FK             |
|            | Kolstad Fotball        | 3:2                   | SK Træff              |
|            | Kopervik IL            | 0:1                   | FK Haugesund          |
|            | Korsvoll IL            | 0:6                   | Follo Fotball         |
|            | Kvik Halden FK         | 1:2                   | Kjelsås IL            |
|            | Langesund/Stathelle FK | 0:4                   | Odd Grenland          |
|            | Levanger FK            | 7:0                   | Rissa IL              |
|            | FK Lofoten             | 5:2                   | IF Skarp              |
|            | Lyngdal IL             | 1:2                   | Start Kristiansand    |
|            | Lyngen/Karnes IL       | 4:3                   | Harstad IL            |
|            | Mercantile SFK         | 1:2                   | Lillehammer FK        |
|            | Mjøndalen IF           | 1:2                   | Hønefoss BK           |
|            | Notodden FK            | 9:0                   | KFUM Oslo             |
|            | Nybergsund IL          | 14:20                 | Grue IL               |
|            | Radøy/Manger FK        | 2:0                   | Jotun Årdalstangen FK |
|            | Ranheim IL             | 1:0                   | NTNUI                 |
|            | Raufoss IL             | 4:0                   | Asker Fotball         |
|            | IL Runar Sandefjord    | 1:3                   | Sandefjord Fotball    |
|            | Rørvik IL              | 2:3                   | Strindheim IL         |
|            | Råde IL                | 1:2                   | Moss FK               |
|            | Sander IL              | 0:1                   | Lillestrøm SK         |
|            | Sandnes Ulf            | 1:0                   | FK Vidar              |
|            | Stord/Moster FK        | 1:0                   | Askøy FK              |
|            | FK Sparta Sarpsborg    | 2:1                   | Lørenskog IF          |
|            | Stryn TIL              | 2:4                   | IL Hødd               |
|            | Strømmen IF            | 5:2                   | SK Sprint-Jeløy       |
|            | FK Toten               | 00:10                 | Kongsvinger IL        |
|            | IL Trio Husnes         | 0:1                   | Løv-Ham Fotball       |
|            | Ullensaker/Kisa IL     | 0:2                   | Sarpsborg FK          |
|            | SK Vard Haugesund      | 5:1                   | Randaberg IL          |
|            | Vaulen IL              | 1:2                   | Viking Stavanger      |
|            | Verdal IL              | 1:1 n. V. (6:5 i. E.) | Steinkjer FK          |
|            | Vindbjart FK           | 1:3                   | FK Mandalskameratene  |
|            | FBK Voss               | 0:2                   | Bryne FK              |
|            | FK Ørn-Horten          | 0:5                   | FK Oslo Øst           |
|            | Åsane Fotball          | 1:4                   | Fyllingen Fotball     |

## 2. Runde
| Datum      |                    | Ergebnis  |                      |
| ---------- | ------------------ | --------- | -------------------- |
| 18.05.2005 | Bryne FK           | 4:0       | Sandnes Ulf          |
|            | Drøbak/Frogn IL    | 0:5       | Odd Grenland         |
|            | Fram Larvik        | 1:2       | Start Kristiansand   |
|            | FK Haugesund       | 1:2       | SK Vard Haugesund    |
|            | Kolstad Fotball    | 0:2       | Hønefoss BK          |
|            | Levanger FK        | 0:2       | Aalesunds FK         |
|            | Lyngen/Karnes IL   | 1:2       | Alta IF              |
|            | Mo IL              | 2:5       | Byåsen Toppfotball   |
|            | Moss FK            | 2:1       | Raufoss IL           |
|            | Nybergsund IL      | 3:2 n. V. | Skeid Oslo           |
|            | Ranheim IL         | 1:4       | FK Bodø/Glimt        |
|            | Sandefjord Fotball | 2:1       | FK Sparta Sarpsborg  |
|            | Sarpsborg FK       | 0:4       | Vålerenga Oslo       |
|            | Stord/Moster FK    | 0:1 n. V. | Løv-Ham Fotball      |
|            | Strindheim IL      | 4:2       | FK Lofoten           |
|            | Tromsdalen UIL     | 1:3       | Tromsø IL            |
| 19.05.2005 | FK Tønsberg        | 4:1       | Notodden FK          |
|            | Eidsvold Turn      | 1:2       | Lyn Oslo             |
|            | Lillehammer FK     | 0:4       | Ham-Kam              |
|            | Flekkerøy IL       | 0:2       | FK Mandalskameratene |
|            | Follo Fotball      | 0:1       | Strømsgodset IF      |
|            | Fyllingen Fotball  | 3:5 n. V. | Sogndal IL           |
|            | Groruddalen BK     | 1:5       | Fredrikstad FK       |
|            | IL Hødd            | 5:1       | TIL Hovding          |
|            | Klepp IL           | 2:4       | Viking Stavanger     |
|            | Kolstad Fotball    | 1:2       | Molde FK             |
|            | FK Oslo Øst        | 2:1 n. V. | Kongsvinger IL       |
|            | Pors Grenland      | 2:0       | Frigg Oslo FK        |
|            | Radøy/Manger FK    | 1:3       | Brann Bergen         |
|            | Stabæk Fotball     | 6:2       | Bærum SK             |
|            | Strømmen IF        | 1:3       | Lillestrøm SK        |
|            | Verdal IL          | 0:7       | Rosenborg Trondheim  |

## 3. Runde
| Datum      |                    | Ergebnis  |                      |
| ---------- | ------------------ | --------- | -------------------- |
| 15.06.2005 | Alta IF            | 2:1 n. V. | Tromsø IL            |
|            | FK Bodø/Glimt      | 4:3 n. V. | Strindheim IL        |
|            | Bryne FK           | 5:1       | FK Tønsberg          |
|            | Byåsen Toppfotball | 1:8       | Rosenborg Trondheim  |
|            | Fredrikstad FK     | 2:0       | Sandefjord Fotball   |
|            | Hønefoss BK        | 2:1       | Lyn Oslo             |
|            | Lillestrøm SK      | 5:3 n. V. | Moss FK              |
|            | Molde FK           | 3:2       | Nybergsund IL        |
|            | Odd Grenland       | 1:0       | Pors Grenland        |
|            | Sogndal IL         | 0:1       | Ham-Kam              |
|            | Start Kristiansand | 2:1       | FK Mandalskameratene |
|            | Strømsgodset IF    | 0:1       | Stabæk Fotball       |
|            | Vålerenga Oslo     | 7:0       | FK Oslo Øst          |
|            | Aalesunds FK       | 3:1       | IL Hødd              |
| 16.06.2005 | Løv-Ham Fotball    | 0:1       | Brann Bergen         |
| 22.06.2005 | SK Vard Haugesund  | 0:3       | Viking Stavanger     |

## 4. Runde
| Datum      |                     | Ergebnis  |                |
| ---------- | ------------------- | --------- | -------------- |
| 29.06.2005 | FK Bodø/Glimt       | 1:2       | Molde FK       |
|            | Brann Bergen        | 3:2       | Aalesunds FK   |
|            | Ham-Kam             | 2:0       | Bryne FK       |
|            | Odd Grenland        | 6:0       | Alta IF        |
| 30.06.2005 | Stabæk Fotball      | 4:2       | Fredrikstad FK |
|            | Rosenborg Trondheim | 1:2       | Hønefoss BK    |
|            | Viking Stavanger    | 0:2       | Lillestrøm SK  |
|            | Start Kristiansand  | 2:3 n. V. | Vålerenga Oslo |

## Viertelfinale
| Datum      |                | Ergebnis |                |
| ---------- | -------------- | -------- | -------------- |
| 20.08.2005 | Molde FK       | 2:1      | Odd Grenland   |
|            | Vålerenga Oslo | 2:1      | Brann Bergen   |
| 21.08.2005 | Hønefoss BK    | 4:0      | Ham-Kam        |
|            | Lillestrøm SK  | 3:1      | Stabæk Fotball |

## Halbfinale
| Datum      |               | Ergebnis |                |
| ---------- | ------------- | -------- | -------------- |
| 21.09.2005 | Lillestrøm SK | 2:0      | Vålerenga Oslo |
| 22.09.2005 | Molde FK      | 1:0      | Hønefoss BK    |

## Finale
| Lillestrøm SK                               | Lillestrøm SK | Molde FK | Molde FK |
| ------------------------------------------- | --- | --- | -------- |
| Lillestrøm SK                               | \| Finale \| \| 6. November 2005 in Oslo (Ullevaal-Stadion) \| \| Ergebnis: 2:4 n. V. (2:2 0:1) \| \| Zuschauer: 25.182 \| \| Schiedsrichter: Brage Sandmoen \| \| Spielbericht \| | \| Finale \| \| 6. November 2005 in Oslo (Ullevaal-Stadion) \| \| Ergebnis: 2:4 n. V. (2:2 0:1) \| \| Zuschauer: 25.182 \| \| Schiedsrichter: Brage Sandmoen \| \| Spielbericht \| | Molde FK |
| Lillestrøm SK                               | Claus Reitmaier – Christoffer Andersson (86. Anders Rambekk), Pål Steffen Andresen, Frode Kippe , Pål Strand – Bjørn Helge Riise, Espen Søgård (70. Andreas Haddad), Khaled Mouelhi – Robert Koren – Arild Sundgot, Magnus Powell (109. Magnus Myklebust) Cheftrainer: Uwe Rösler ( Deutschland) | Knut Lillebakk – Trond Strande (85. Matej Mavric), Marcus Andreasson, Petter Christian Singsaas, Øyvind Gjerde (70. Toni Kallio) – Stian Ohr, Daniel Berg Hestad, Magnus Kihlberg, Petter Rudi – Rob Friend, Madiou Konate (81. John Andreas Husøy) Cheftrainer: Bo Johansson ( Schweden) | Molde FK |
| Lillestrøm SK                               | 1:1 Khaled Mouelhi (46.) 2:2 Arild Sundgot (90., Elfmeter) | 0:1 Rob Friend (25.) 1:2 Madiou Konate (65.) 2:3 Daniel Berg Hestad (94.) 2:4 John Andreas Husøy (108.) | Molde FK |
| Lillestrøm SK                               | Magnus Kihlberg (89.) | | Molde FK |
| Finale                                      | | |          |
| 6. November 2005 in Oslo (Ullevaal-Stadion) | | |          |
| Ergebnis: 2:4 n. V. (2:2 0:1)               | | |          |
| Zuschauer: 25.182                           | | |          |
| Schiedsrichter: Brage Sandmoen              | | |          |
| Spielbericht                                | | |          |